# Kerplunk
《Kerplunk!》는 펑크 록 밴드 그린 데이의 두 번째 음반이다. 1992년 룩아웃! 레코드를 통해 발매되었다. 《Kerplunk!》는 트레 쿨이 드럼을 맡은 첫 음반이자, 그린 데이의 마지막 인디 음반이다. 《Kerplunk!》의 인기로 많은 메이저 음반사들이 그린 데이와 계약을 맺으려 하였다. 그린 데이는 그중에서 리프리즈 레코드와 계약을 맺고, 미국에서만 천만 장 이상이 팔리며 큰 인기를 끌은 음반 《Dookie》(1994년)를 발매하였다.
2006년 8월을 기준으로, 《Kerplunk!》는 미국에서 200만 장, 세계적으로는 400만 장 이상이 판매되었다. 
공식적으로는 12곡이 수록되었지만, CD 버전에는 《Sweet Children EP》의 네 곡도 포함되어 있다.

## 트랙 목록
1. 〈2000 Light Years Away〉
2. 〈One for the Razorbacks〉
3. 〈Welcome to Paradise〉
4. 〈Christie Road〉
5. 〈Private Ale〉
6. 〈Dominated Love Slave〉
7. 〈One of My Lies〉
8. 〈80〉
9. 〈Android〉
10. 〈No One Knows〉
11. 〈Who Wrote Holden Caulfield?〉
12. 〈Words I Might Have Ate〉
13. 〈Sweet Childern〉
14. 〈Best Thing in Town〉
15. 〈Strangeland〉
16. 〈My Generation〉